# Adoxomyia socotrae
Adoxomyia socotrae är en tvåvingeart som beskrevs av Hauser 2002. Adoxomyia socotrae ingår i släktet Adoxomyia och familjen vapenflugor. Inga underarter finns listade i Catalogue of Life.